# Joaquim Camilo Teixeira da Mota
Joaquim Camilo Teixeira da Mota (Bom Jesus do Amparo, 15 de julho de 1815 - 29 de janeiro de 1873) foi um político brasileiro.
Foi 3º vice-presidente da província de Minas Gerais, tendo assumido a presidência de 17 de maio a 3 de novembro de 1862.